# فهرست والیان بغلان
جدول زیر فهرست والیان ولایت بغلان افغانستان است.

## فهرست
| والی | والی | والی               | دوره                                         | جزئیات | یاداشت                                         |
| ---- | ---- | ------------------ | -------------------------------------------- | ------ | ---------------------------------------------- |
|      |      | محمد هاشم صافی     | ~۱۹۶۴ ۱۹۶۸~                                  |        |                                                |
|      |      | روشن‌دل وردک        | ~۱۹۷۰ ؟                                      |        |                                                |
|      |      | پوهنمل گلداد       | ~۱۹۷۸ ؟                                      |        |                                                |
|      |      | عادل زورمتی        | ~۱۹۸۱ ؟                                      |        |                                                |
|      |      | مامور غیور         | ؟                                            |        |                                                |
|      |      | سید منصور نادری    | ؟                                            |        | یک سید کیان، رهبر اسماعیلیان افغانستان .       |
|      |      | سید جعفر نادری     | ~۱۹۸۹ ~۱۹۹۶                                  |        | فرزند سید منصور نادری، همچنین یک سید کیان است. |
|      |      | ملا عبدالجبار عمری | ؟                                            |        | دولت طالبان.                                   |
|      |      | مولوی نورالله نوری | ؟ ۲۰۰۱                                       |        | دولت طالبان.                                   |
|      |      | محمد عمر           | ۲۰۰۱ ۲۰۰۳                                    |        | تا سال ۲۰۰۳ والی بود.                          |
|      |      | ----               | -                                            |        |                                                |
|      |      | جمعه خان همدرد     | ۴ فوریه ۲۰۰۵ ۴ سپتامبر ۲۰۰۵                  |        | در فوریه ۲۰۰۵ به عنوان والی بغلان منصوب شد.    |
|      |      | محمد عالم راسخ     | ۴ سپتامبر ۲۰۰۵ ۲۶ ژوئیه ۲۰۰۶                 |        | تا سال ۲۰۰۶ والی بود.                          |
|      |      | سید اکرام الدین    | ۲۶ ژوئیه ۲۰۰۶ ۸ نوامبر ۲۰۰۷                  |        |                                                |
|      |      | محمد عالم اسحاق زی | ۸ نوامبر ۲۰۰۷ ژانویه ۲۰۰۸                    |        |                                                |
|      |      | عبدالجبار حقبین    | ژانویه ۲۰۰۸ ۱۲ ژانویه ۲۰۰۹                   |        |                                                |
|      |      | محمد اکبر بارکزی   | ۱۲ ژانویه ۲۰۰۹ ۲۰۱۰                          |        |                                                |
|      |      | منشی عبدالمجید     | آوریل ۲۰۱۰ ۱۹ سپتامبر ۲۰۱۲                   |        |                                                |
|      |      | سلطان محمد عبادی   | ۲۰ سپتامبر ۲۰۱۲ ۷ اکتبر ۲۰۱۵                 |        |                                                |
|      |      | عبدالستار بارز     | ۸ اکتبر ۲۰۱۵ مارس ۲۰۱۷                       |        |                                                |
|      |      | عبدالحی نعمتی      | مارس ۲۰۱۷ ۲۰۱۹                               |        |                                                |
|      |      | احمد فرید بسیم     | ۱۹ حمل (فروردین) ۱۳۹۸ ۲۵ سنبله (شهریور) ۱۳۹۸ |        | [ ۴ ] [ ۵ ]                                    |
|      |      | عبدالقدیم نیازی    | ۲۵ سنبله (شهریور) ۱۳۹۸ کنونی                 |        | [ ۴ ]                                          |